# Azirina

Struttura generale dei composti organici azirine

L'azirina è un composto eterociclico con un'ammina e due gruppi etilene, con formula chimica C2H3N.
Vi sono due isomeri di struttura dell'azirina: 1H-azirina con un doppio legame tra gli atomi di carbonio C=C, è instabile e si ricompone alla forma tautomerica 2H-Azirina, un composto eterociclo di tre atomi (2 carboni, 1 azoto) con un legame doppio C=N, quindi la forma insatura dell'aziridina. Il 2H-azirina può essere considerata immina in tensione e può essere isolata.
Le azirine sono composti organici insaturi con 3 membri contenenti il gruppo funzionale azirina e sono collegati agli analoghi composti saturi derivati dall'aziridina. Sono altamente reattivi ma riportati in alcuni prodotti naturali come la disidazirina.

## Sintesi
I metodi di sintesi delle azirine vengono detti azirinazione.
Il 2H-azirina è spesso ottenuto dalla termolisi di vinil azoturo. Durante la reazione, un nitrene si forma come intermedio. 
Alternativamente, può ottenersi dall'ossidazione della corrispondente aziridina.

## Reazioni
La fotolisi delle azirine (sotto 300 nm) è una maniera molto efficiente per generare iluri di nitrile. Questi composti sono dipolari e possono essere imprigionati da una varietà di dipolarofili per formare composti eterociclici, e.g. pirroline.
Il sistema a tensione d'anello subisce reazioni che favoriscono l'apertura dell'anello e può agire come nucleofilo o un elettrofilo.
Un'azirina organica è un intermedio nella reazione di riarrangiamento di Neber.

## Forma cationica
Il massimo dell'assorbimento è nell'intervallo ultravioletto alla lunghezza d'onda di λ = 229 nm.
La forma cationica delle azirine è il più piccolo sistema aromatico eterociclico :